# Gloeomyces moniliformis
Gloeomyces moniliformis är en svampart som först beskrevs av N. Maek., och fick sitt nu gällande namn av Sheng H. Wu 1997. Gloeomyces moniliformis ingår i släktet Gloeomyces och familjen Stereaceae.   Inga underarter finns listade i Catalogue of Life.